# Observatory (Città del Capo)
Observatory (letteralmente "Osservatorio") è un sobborgo di Città del Capo, in Sudafrica, che confina con Mowbray a sud e Salt River a nord-ovest. Conosciuta con il nomignolo affettuoso di Obz, l'area è nota soprattutto come quartiere studentesco, frequentando la maggior parte degli studenti l'Università di Città del Capo ubicata nei pressi. È anche la sede dell'Osservatorio astronomico sudafricano nonché dell'Ospedale Groote Schuur.

## Geografia fisica
Il sobborgo di Observatory è situato sulle pendici inferiori, rivolte a nord, di Devil's Peak. Il pendio si incontra con il fiume Liesbeeck e, come tale, gran parte della zona inferiore dell'odierna Observatory era un estuario paludoso formato dai fiumi, dove erano un tempo prevalenti bufali, ippopotami, elefanti, zebre, sciacalli, antilopi e leopardi.
Il Santuario degli uccelli di Raapenberg protegge 10 ettari di terra lungo il fiume Liesbeek.

## Storia
Observatory fa risalire le sue origini all'assegnazione di terre della colonia di Koornhoop emanata nel 1657. Tra il febbraio 1657 e il febbraio 1658, a quattordici liberi cittadini fu assegnata della terra dalla Compagnia olandese delle Indie orientali lungo la valle del fiume Liesbeeck. L'allora governatore del Capo, Jan van Riebeek, decretò che fosse costruito un edificio fortificato chiamato "Fort Cornhoop" come uno di vari piccoli forti per proteggersi contro gli Ottentotti. Parte di quella che si sviluppò come Koornhoop divenne poi Uitwyk, che è ora conosciuta come la Fattoria di Malta (Malta Farm).
Il nome di Observatory è derivato dalla localizzazione e dalla costruzione nel 1820 dell'Osservatorio Reale del Capo di Buona Speranza nell'area a 33°56′07.13″S 18°28′38.47″E. L'Osservatorio Reale di Observatory ospita il Telescopio McClean. L'edificio fu progettato da Sir Herbert Baker e fu completato nel 1897. Gli edifici originali ora servono come sede dell'Osservatorio astronomico sudafricano, con un museo sul che espone vari strumenti e telescopi storici.

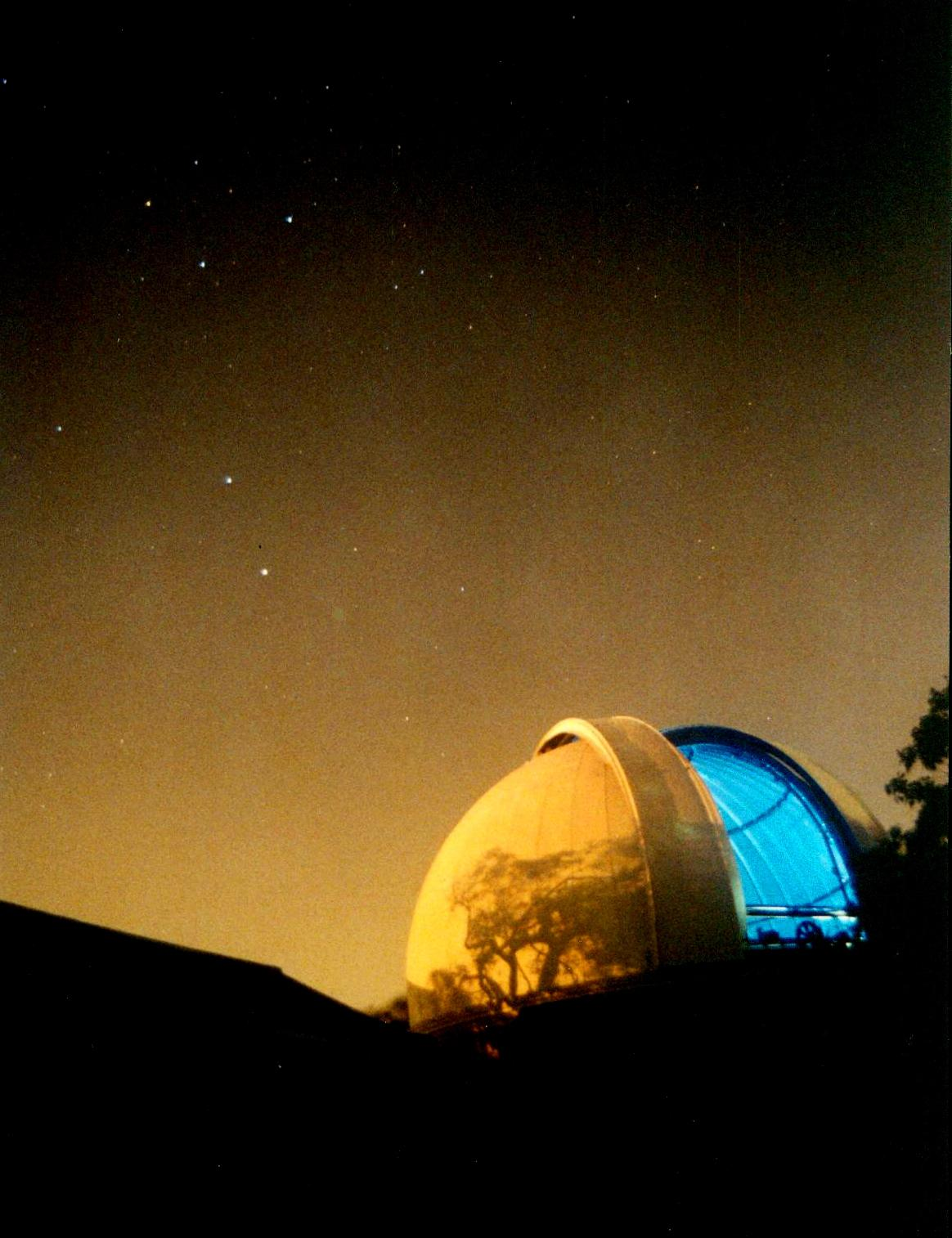
Osservatorio McClean di Città del Capo

Durante gli anni dell'apartheid, Observatory fu una dei pochi sobborghi di fatto "grigi" dove vivevano insieme tutte le razze. La sera del 30 dicembre 1993, tre uomini entrarono in un popolare ritrovo per studenti su Station Road, chiamato Heidelberg Tavern e aprirono il fioco, uccidendo quattro persone e ferendone cinque. I tre operativi dell'APLA (Azanian People's Liberation Army, "Esercito popolare di liberazione azaniano") - Humphrey Luyanda Gqomfa, Vuyisile Brian Madasi e Zola Prince Mabala - furono condannati nel novembre 1994 per quello che divenne noto come il massacro di Heidelberg. Il 16 luglio 1998, la Commissione per la verità e la riconciliazione concesse l'amnistia ai tre.

## Monumenti e luoghi d'interesse
Observatory ha molte chiese. La chiesa parrocchiale anglicana di St Michael and All Angels, progettata di Sir Herbert Baker e l'unica delle sue chiese completata sulla base del suo profetto, è ampiamente riconosciuta come un bastione dell'anglocattolicesimo all'interno della comunità anglicana del Sudafrica e ha una forte tradizionale corale.
Observatory ha molte strutture sportive, a cominciare da uno stadio di calcio e hockey sotto la stazione, l'Hartleyvale Stadium, che è fiancheggiato da un lato dalla Liesbeeck Parkway e dall'altro dalla Willow Road. In questa striscia di terra, c'è anche una piscina all'aperto che è popolare nei pomeriggi estivi; tra i due c'è una scuola circense. Un circuito automobilistico e un campo da golf a nove buche sono ospitati nel River Club.

## Società

### Etnie e minoranze straniere
Dal censimento del 2011, questa è la composizione etnica del sobborgo:
- Bantu: 39.7%
- Coloured: 18.5%
- Indiani/Asiatici: 3.6%
- Bianchi: 34.4%
- Altro: 3.9%

### Lingue e dialetti
Le lingue parlate ad Observatory sono le seguenti:
- Inglese: 66.2%
- Afrikaans 11.2%
- Xhosa: 5.9%
- Zulu: 1.4%
- Altro: 15.4%

### Istituzioni, enti e associazioni

#### Impegno civico
Ci sono molte associazione civiche nel sobborgo. Quello da più tempo in attività è la Observatory Civics Association (OCA, "Associazione civica di Observatory") che fa da collegamento tra i residenti, organizzazioni e imprese locali e il comune di Città del Capo. L'Associazione civic di Observatory aderisce all'Greater Cape Town Civic Alliance ("Alleanza civica della Grande Città del Capo"). Un'altra importante istituzione sociale è il Distretto di sviluppo di Observatory (Observatory Improvement District), lanciato nel 2009 per migliorare la sicurezza e il decoro urbano, che abbraccia quasi tutto il sobborgo sotto la Main Road.
Tra le altre strutture, sono da segnalare le piste podistiche e ciclabili realizzate nel 2010 sul lato occidentale del fiume Liesbeek. Due rifugi dedicati all'avvistamemto degli uccelli sono collocali sul fiume, uno sui prati dell'Osservatorio sudafricano e l'altro sui prati del River Club.

#### Ospedali
Oltre l'osservatorio astronomico si trova l'ospedale psichiatrico Valkenberg, a Victorian heritage building che recentemente è stato profondamente ristrutturato e che ospita i malati di mente in un ambiente sicuro, fornendo loro cure adeguate.
L'Ospedale Groote Schuur vittoriano domina il sobborgo, ed è l'ospedale dove il professor Christiaan Barnard effettuò il primo trapianto di cuore del mondo il 3 dicembre 1967. Questo evento è il tema del Museo del cuore di Città del Capo, localizzato presso l'ospedale.

## Economia

### Turismo
Observatory costituisce una parte in qualche modo alternativa della città, con negozi in stile New Age, negozi di informatica esclusivamente anarchici del Sudafrica, e vari programmi nel Centro comunitario di Observatory (Observatory Community Center).
Observatory è la località di gran parte degli alloggi a breve termine usati da numeri crescenti di studenti stranieri, particolarmente nordamericani ed europei, che frequentano l'Università di Città del Capo.
La vicinanza del sobborgo all'università e alla sua Scuola di medicina in particolare lo ha sempre reso popolare tra studenti e docenti. Observatory ha da tempo un vivace ambiente di intrattenimento, grazie alla sua alta proporzione di studenti. Ci sono numerosi ristoranti e bar, con un forte ricambio, ma anche alcuni esercizi che sono attivi da molto tempo. La maggior parte dei ristoranti e i negozi al dettaglio sono localizzati lungo Lower Main Road. C'è anche un complesso commerciale a piazza St. Peter, che si trova di fronte al cimitero di Groote Schuur.

## Infrastrutture e trasporti
Il sobborgo è servito dalla stazione ferroviaria di Observatory sulla Southern Line, con treni regolari ogni 40 minuti circa, e ogni ora la domenica.